# Natació en aigües obertes al Campionat del Món de natació de 2017
La Natació en aigües obertes del Campionat del Món de natació de 2017 se celebraran entre el 15 i el 21 de juliol de 2017 al llac Balaton, Hongria.

## Horari
Es van celebrar set esdeveniments.
Tots els temps són locals (UTC+2).
| Data           | Temps | Esdeveniment   |
| -------------- | ----- | -------------- |
| 15 juliol 2017 | 10:00 | 5 km masculí   |
| 16 juliol 2017 | 10:00 | 10 km femení   |
| 18 juliol 2017 | 10:00 | 10 km masculí  |
| 19 juliol 2017 | 10:00 | 5 km femení    |
| 20 juliol 2017 | 10:00 | 5 km per equip |
| 21 juliol 2017 | 08:30 | 25 km masculí  |
| 21 juliol 2017 | 08:45 | 25 km femení   |

## Resum de medalles

### Taula de medalles
| Pos.  | País          | Or | Plata | Bronze | Total |
| 1     | França        | 4  | 1     | 1      | 6     |
| 2     | Estats Units  | 1  | 2     | 0      | 3     |
| 3     | Països Baixos | 1  | 1     | 0      | 2     |
| 4     | Brasil        | 1  | 0     | 2      | 3     |
| 5     | Itàlia        | 0  | 2     | 3      | 5     |
| 6     | Equador       | 0  | 1     | 0      | 1     |
| 7     | Regne Unit    | 0  | 0     | 1      | 1     |
| 7     | Rússia        | 0  | 0     | 1      | 1     |
| Total | Total         | 7  | 7     | 8      | 22    |

### Masculí
| Event         | Or                             | Or        | Plata                            | Plata     | Bronze                            | Bronze    |
| 5 km detalls  | Marc-Antoine Olivier · França  | 54:31.4   | Mario Sanzullo · Itàlia          | 54:32.1   | Timothy Shuttleworth · Regne Unit | 54:42.1   |
| 10 km detalls | Ferry Weertman · Països Baixos | 1:51:58.5 | Jordan Wilimovsky · Estats Units | 1:51:58.6 | Marc-Antoine Olivier · França     | 1:51:59.2 |
| 25 km detalls | Axel Reymond · França          | 5:02:46.4 | Matteo Furlan · Itàlia           | 5:02:47.0 | Evgeny Drattsev · Rússia          | 5:02:49.8 |

### Femení
| Event         | Or                             | Or        | Plata                                 | Plata     | Bronze                                           | Bronze    |
| 5 km detalls  | Ashley Twichell · Estats Units | 59:07.0   | Aurélie Muller · França               | 59:10.5   | Ana Marcela Cunha · Brasil                       | 59:11.4   |
| 10 km detalls | Aurélie Muller · França        | 2:00:13.7 | Samantha Arévalo · Equador            | 2:00:17.0 | Ana Marcela Cunha · BrasilArianna Bridi · Itàlia | 2:00:17.2 |
| 25 km detalls | Ana Marcela Cunha · Brasil     | 5:21:58.4 | Sharon van Rouwendaal · Països Baixos | 5:22:00.8 | Arianna Bridi · Itàlia                           | 5:22:08.2 |

### Equips
| Event          | Or                                                                                 | Or      | Plata                                                                               | Plata   | Bronze                                                                             | Bronze  |
| Equips detalls | França · Oceane Cassignol · Logan Fontaine · Aurélie Muller · Marc-Antoine Olivier | 54:05.9 | Estats Units · Brendan Casey · Ashley Twichell · Haley Anderson · Jordan Wilimovsky | 54:18.1 | Itàlia · Rachele Bruni · Giulia Gabbrielleschi · Federico Vanelli · Mario Sanzullo | 54:31.0 |